# Vellereophyton gracillimum
Vellereophyton gracillimum là một loài thực vật có hoa trong họ Cúc. Loài này được Hilliard miêu tả khoa học đầu tiên năm 1983.